# Американско ескимоско куче
Американското ескимоско куче е малка порода кучета, принадлежаща към шпицообразния тип. Подпорода е на немския шпиц. Призната е от CKC, AKC, UKC, NKC, APRI, ACR, но не и от МФК.
Известна е с гъстата си козина. Тя обикновено е бяла, понякога леко кремава. Тази порода кучета често боледува, понякога от слепота. Има средна продължителност на живота над 15 години.
Според АКС има 3 разновидности на американското ескимоско куче:
- Декоративен: 19 – 22 см
- Миниатюрен: 18 – 25 см
- Стандартен: 21 – 29 см